# کلیدزنی گلبرگ

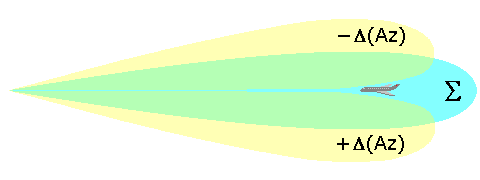
مفهوم کلیدزنی گلبرگ در این نمودار دو گلبرگ به رنگ زرد نشان داده شده و سیگنال «جمع» حاصله به رنگ آبی است.

کلیدزنی گلبرگ (به انگلیسی: Lobe switching) روشی است که در مجموعه‌های اولیه رادار برای بهبود دقت ردیابی استفاده می‌شود. از دو شاخه‌های آنتن کمی جداشده برای ارسال پرتوی اندک به دو طرف خط میانی آنتن استفاده شد. سیگنال رادار بین این دو سوئیچ می‌شود و دو «بیلیپ» (به انگلیسی: blip) روی صفحه ایجاد کرد. با مقایسه طول بیلیپ‌ها، اپراتور می‌تواند دریابد که کدام یک بازگشت قوی‌تری دارد، در نتیجه نشان می‌دهد که آنتن باید در چه جهتی حرکت کند تا مستقیماً به هدف اشاره کند. این مفهوم فقط به‌طور مختصر مورد استفاده قرار گرفت و تقریباً به‌طور کامل با سیستم‌های پویش مخروطی در پایان جنگ جهانی دوم جایگزین شد. این مفهوم همچنین به ندرت به عنوان جهت‌یابی ترتیبی (به انگلیسی: sequential lobing) شناخته می‌شود، به ویژه هنگامی که سیگنال بین چند زاویه مختلف و نه فقط دو زاویه گام برمی‌دارد.